# SERCOS
SERCOS é um sistemas de controle industrial que usa uma interface para controlar e obter informações de componentes bem como trocar estas informações e comandos entre os módulos. Os controles geralmente são integrados entre si para sincronizar ações e movimentações de equipamentos de modo a que os movimentos de todo o sistema possa seguir um caminho desejado. Tipos de equipamentos que exigem tal coordenação são máquinas/ferramentas de corte de metal, máquinas de montagem, máquinas de embalagem, robótica, máquinas de impressão e de manuseamento de materiais.
As interfaces dos SERCOS (serial real-time communication system ou sistema de comunicação serial em tempo real) é um padrão de interface digital internacional para a comunicação entre controles industriais, dispositivos de movimento (unidades) e dispositivos de entrada-saída (I/O). É normatizada pela IEC 61491 e EN 61491. A interface SERCOS é projetada para fornecer em tempo real, comunicações de alto desempenho entre controles de movimento industriais e motores de passo.

## História
Até o início de 1980 a maioria dos acionamentos utilizados para controlar o movimento em máquinas industriais foram baseadas em eletrônica analógica. A interface aceita para controlar esses dispositivos era um sinal analógico, onde polaridade representa a direção desejada de movimento, e a magnitude representa a velocidade ou torque. Na década de 1980, dirigir sistemas e dispositivos baseados em tecnologia digital começou a emergir. As primeiras interfaces eram de propriedade de um único fornecedor ou concebidos apenas para uma única finalidade, o que tornava difícil para os usuários de sistemas de controle. Em 1987 a VDW (Associação Alemã Machine Tool Builders)  formou um grupo de trabalho conjunto com a ZVEI (German Electrical and Electronics Industry Association) para desenvolver uma especificação de interface aberta que era apropriado para sistemas de acionamento digitais. A especificação resultante, intitulado sercos foi lançada e, posteriormente, submetidos ao IEC, que em 1995, lançou como IEC 61491.

## Versões
- Sercos I foi lançada em 1991. O meio de transmissão usado é a fibra óptica. As taxas de dados suportados são 2 e 4 Mbit / s com padrão de topologia em anel[3]

- Sercos II foi introduzido em 1999. Expandiu-se as taxas de dados com suporte para 2, 4, 8 e 16 Mbit / s.[3][4]

- Sercos III mescla os aspectos de tempo real rígido da interface Sercos com o padrão Ethernet.